# 昌德拉鱨
昌德拉鱨，為輻鰭魚綱鯰形目鱨科的其中一種，為熱帶淡水魚類，分布於亞洲印度及孟加拉淡水流域，體長可達5公分，棲息在溪流、溝渠底層水域，生活習性不明。

## 扩展阅读
維基物種上的相關：昌德拉鱨